# Maria van Arkel
Maria van Arkel (Arkel, ca.1389 - IJsselstein, 19 juli 1415) was Vrouwe van Egmont en IJsselstein, door haar huwelijk met Jan II van Egmont.

## Levensloop
Ze was een dochter van Jan V van Arkel en Johanna van Gulik, via wie ze afstamde van het huis Gulik. Haar ooms Willem III van Gulik en Reinoud van Gulik waren hertogen van Gelre. Doordat beide hertogen geen wettelijke erfgenamen hadden, kwam het huis van Arkel vanwege deze familiebanden in aanmerking voor de erfopvolging.
Maria die in circa 1385 werd geboren, werd na de dood van haar moeder in 1394 opgevoed aan het hof van Gelre. Na het huwelijk van haar oom Reinoud IV van Gelre in 1405 werd ze hofdame van zijn vrouw Maria van Harcourt. Haar vader Jan van Arkel, die in 1402 de Arkelse Oorlogen was begonnen, vluchtte in 1406 naar Gelre, het volgend jaar gevolgd door haar broer Willem van Arkel.
Ondanks dat haar broer Willem nog geen goede partij was getrouwd, werd er voor Maria in 1407 plannen gemaakt. Jan van Egmont (bijgenaamd: "met de bellen") een Hollandse edelman lijkt een gegadigde en slaat zijn slag op een feest op het kasteel van Caster in het hertogdom Gulik op 13 september 1407. Hij schaakt en ontvoert haar (iets wat bij middeleeuwse hofmakerij hoorde) en op 15 september worden de twee bij Lobith terug gevonden. Aan het hof van Gelre wordt met Reinoud IV besloten tot een huwelijk en Reinoud geeft ze een huwelijksschat van 6000 schilden. Op 24 juni 1409 trouwen de twee en nemen hun intrek op het kasteel van IJsselstein. Ze kregen twee zoons:
- Arnold van Egmont (1410-1473)
- Willem van Egmont (1412-1483)

Ze overleed op 19 juli 1415 en zou niet meer mee maken dat haar zoon Arnold in 1423 Hertog van Gelre werd. Haar kleindochter Maria van Gelre (1434-1463) zou het zelfs tot koningin van Schotland schoppen, door haar huwelijk met Jacobus II van Schotland.

## Verder lezen
- P.J. Blok, Geschiedenis van het Nederlandsche volk, I, Leiden, 19233, p. 422.